# شارون دنكان بروستر
شارون دنكان بروستر (بالإنجليزية: Sharon Duncan-Brewster؛ مواليد 6 فبراير 1976) هي ممثلة بريطانية. اشتهرت بدورها كعالمة كواكب الإمبراطورية الدكتورة ليت كاينز في فيلم ديني فيلنوف المقتبس عن رواية فرانك هربرت كثيب (2021).

## وصلات خارجية
- شارون دنكان بروستر على موقع IMDb (الإنجليزية)
- شارون دنكان بروستر على موقع ألو سيني (الفرنسية)
- شارون دنكان بروستر على موقع قاعدة بيانات الفيلم (الإنجليزية)